# Martin Groß (Soziologe)
Martin Groß (* 12. Juli 1962 in Homburg) ist ein deutscher Soziologe.

## Leben
Von 1984 bis 1991 studierte er Soziologie, Philosophie und Psychologie an der Universität Heidelberg. 1992 war er wissenschaftlicher Mitarbeiter am Institut für Soziologie der Universität Heidelberg. 1993 war er wissenschaftlicher Mitarbeiter am Fachbereich Sozialwissenschaften, Lehrstuhl für Methoden und empirische Sozialforschung der Universität Potsdam. Von 1993 bis 2011 war er wissenschaftlicher Mitarbeiter / Assistent am Fachbereich Sozialwissenschaften, Lehrstuhl für Methoden und empirische Sozialforschung der Humboldt-Universität zu Berlin. Nach der Promotion 1998 zum Dr. rer. soc. an der HU Berlin bei Bernd Wegener und Hans Bertram war er 2006 Vertretungsprofessur für Soziologie, Schwerpunkt empirische Sozialstrukturanalyse an der Universität Duisburg-Essen. Seit 2011 ist er Professor für Soziologie, Schwerpunkt Makrosoziologie und empirische Bildungsforschung am Institut für Soziologie der Universität Tübingen.
Seine Forschungsschwerpunkte sind international vergleichende Ungleichheitsforschung und Sozialstrukturanalyse, Einstellungsforschung, darunter besonders soziale Gerechtigkeit, class structuration und Arbeitsmarkt, Formen atypischer Beschäftigung.

## Schriften (Auswahl)
- Bildungssysteme und soziale Ungleichheit. Die Strukturierung sozialen Handelns im internationalen Vergleich. Berlin 1998.
- mit Jens Ambrasat, Jakob Tesch und Bernd Wegener: Determinanten beruflicher Karrieren unter den Bedingungen flexibilisierter Arbeitsmärkte. Eine Untersuchung des Berufseinstiegs von Hochschulabsolventen und -absolventinnen. Düsseldorf 2011, ISBN 978-3-86593-154-2.
- Klassen, Schichten, Mobilität. Eine Einführung. Wiesbaden 2015, ISBN 3-531-19942-0 (2. Auflage).[1]